# Tabata Teruki
Tabata Teruki (sinh ngày 16 tháng 4 năm 1979) là một cầu thủ bóng đá người Nhật Bản.

## Giải vô địch Bóng đá bãi biển thế giới
Tabata Teruki được triệu tập vào đội tuyển Nhật Bản tham dự Giải vô địch Bóng đá bãi biển thế giới 2007, 2008, 2009, 2011, 2013, 2015, 2017.